# Ertuğrul Kürkçü
Ertuğrul Kürkçü (Bursa, 5 maggio 1948) è un politico turco, figura di spicco del movimento studentesco del 1968 in Turchia e presidente onorario del Partito Democratico dei Popoli.

## Biografia
Figlio di Enver e Fatma Cemile Kürkçü, Ertuğrul Kürkçü nacque a Bursa il 5 maggio 1948. Completò le scuole superiori al liceo di İzmit nel 1966 e dopo il diploma continuò a studiare ad Ankara, alla facoltà di Architettura dell'Università tecnica del Medio Oriente.

### Il movimento studentesco del 1968
Studente universitario negli anni della contestazione, Kürkçü fu uno dei nomi più in vista della Generazione del 1968 (1968 kuşağı) in Turchia. Il 18 novembre 1970 prese il posto di Atillâ Sarp alla guida della Federazione della gioventù rivoluzionaria della Turchia (Türkiye Devrimci Gençlik Federasyonu, Dev-Genç). Importante associazione studentesca di sinistra, Dev-Genç fu creata nell'autunno 1969 e sostituì di fatto la Federazione dei club del pensiero (Fikir Kulüpleri Federasyonu, FKF), più vicina al Partito dei Lavoratori della Turchia e su posizioni meno radicali.
Dopo il colpo di stato del 1971, Kürkçü si unì al Partito-Fronte di Liberazione del Popolo della Turchia (Türkiye Halk Kurtuluş Partisi-Cephesi, THKP-C) di Mahir Çayan. Uno dei gruppi di guerriglia emersi dagli ambienti della sinistra giovanile, il THKP-C organizzò nel 1971 il rapimento del console israeliano in Turchia Efraim Elrom. Nel marzo 1972, Kürkçü prese parte con altri membri del gruppo al rapimento di tre tecnici in servizio alla base radar della NATO a Ünye, sul Mar Nero. Fu l'unico dei membri del gruppo a sopravvivere a uno scontro a fuoco con l'esercito turco, che li circondò il 30 marzo nel villaggio di Kızıldere, nella provincia di Tokat.

#### La condanna e il carcere
Kürkçü fu giudicato sotto legge marziale e condannato a morte. La pena fu commutata in 30 anni di carcere in seguito all'amnistia generale concessa nel 1974. Mentre scontava la pena, Kürkçü lavorò alla traduzione della biografia di Karl Marx di Petr Nikolaevich Fedoseyev, che fu poi pubblicata nel 1976. Dopo 14 anni in cella, uscì dalla prigione di tipo E di Gaziantep insieme ad altri prigionieri, tra i quali alcuni esponenti della sinistra turca, il 23 marzo 1986.

### L'editoria e il ritorno alla politica
Una volta scarcerato, Kürkçü curò per la casa editrice İletişim la realizzazione dell'Enciclopedia del socialismo e delle lotte sociali (Sosyalizm ve Toplumsal Mücadeleler Ansiklopedisi). L'opera, in otto volumi, fu pubblicata nel 1988. I saggi firmati di suo pugno per l'enciclopedia furono raccolti nel 2013 nel libro İsyanın İzinde (Sulle tracce della rivolta), pubblicato dalla casa editrice Dipnot. Nel 2014 la stessa casa editrice pubblicò un secondo libro, Pratiğin Aklı Teorinin Heyecanı, raccogliendo otto interviste rilasciate da Kürkçü nel corso degli anni, dopo il periodo trascorso in carcere.
Kürkçü prese parte alla fondazione del Partito della Libertà e della Solidarietà (Özgürlük ve Dayanışma Partisi, ÖDP) nel 1996. Fu in seguito co-portavoce del Movimento del Partito del Futuro Socialista (Sosyalist Gelecek Parti Hareketi, SGPH). Fu tra i fondatori di BIA (Bağımsız İletişim Ağı, in italiano Rete di comunicazione indipendente), un progetto mediatico avviato nel 2002 e finanziato anche dall'Unione Europea. Ricoprì per BIA l'incarico di coordinatore del progetto, guidato dalla giornalista Nadire Mater, e scrisse anche per il sito bianet.org fino all'aprile 2011, quando scelse di candidarsi alle elezioni.

### Le elezioni del 2011 e l'ingresso in parlamento
Nel 2011 Kürkçü si presentò come candidato indipendente alle elezioni di giugno supportato dal Blocco Lavoro, Democrazia e Libertà (Emek, Demokrasi ve Özgürlük Bloku). La coalizione, formata sotto l'egida del Partito della Pace e della Democrazia (Barış ve Demokrasi Partisi, BDP), riuniva più partiti e movimenti di ispirazione socialista e rappresentativi della popolazione curda, con l'obiettivo di portare i propri candidati in parlamento, ovviando al problema dell'alta soglia di sbarramento prevista dalla legge.
L'Alta commissione elettorale (Yüksek Seçim Kurulu, YSK) si espresse tuttavia sulla candidatura dı Kürkçü e di altri 11 indipendenti, sostenendo che non avessero i requisiti necessari per rimanere nelle liste elettorali per via di precedenti penali. La decisione fu accolta da manifestazioni di protesta a Istanbul e nelle province a maggioranza curda della Turchia orientale. 157 manifestanti vennero arrestati in quell'occasione a Diyarbakır. Il veto espresso fu in seguito respinto dallo stesso organismo, consentendo a Kürkçü, come anche a Hatip Dicle, Leyla Zana, Mehmet Salih Yıldız, Gülten Kışanak e Sabahat Tuncel di prendere parte alle elezioni.
Con il 9,54% delle preferenze nel collegio di Mersin (92.017 voti), Kürkçü ottenne un seggio da parlamentare all'Assemblea nazionale. Dal 2011 al 2013 fece anche parte della delegazione turca all'Assemblea parlamentare del Consiglio d'Europa, dove entrò come solo membro del gruppo del Partito della Pace e della Democrazia (BDP) e unendosi al gruppo politico Sinistra Unitaria Europea.

### Dal BDP al Partito Democratico dei Popoli
Kürkçü fu tra i promotori del Congresso democratico dei popoli (Halkların Demokratik Kongresi, HDK), una piattaforma nazionale che iniziò a prendere forma nel maggio 2011 e accolse al suo interno numerosi partiti di sinistra, sindacati e organizzazioni della società civile. Il congresso si riunì ad Ankara per la prima volta nell'ottobre dello stesso anno, con l'obiettivo di dare un seguito all'esperienza del Blocco Lavoro, Democrazia e Libertà.. Dal HDK emerse infine un nuovo soggetto politico, il Partito Democratico dei Popoli (in turco Halkların Demokratik Partisi, in curdo Partiya Demokratik a Gelan, HDP).
Nell'ottobre 2013, Kürkçü e i colleghi del BDP Sebahat Tuncel, Sırrı Süreyya Önder e Levent Tüzel annunciarono le dimissioni dal BDP, in vista del primo congresso del HDP, a cui intendevano unirsi. La decisione pose fine alle attività di Kürkçü nelle commissioni parlamentari e in Europa, poiché il partito, a differenza del BDP, non aveva in quel momento un gruppo all'Assemblea di Ankara.
Nella tradizione del partito, che storicamente adottò un sistema co-presidenziale, il primo congresso straordinario del HDP, conclusosi il 27 ottobre 2013 ad Ankara, elesse Kürkçü e Tuncel come suoi co-presidenti. Mantennero la carica fino al 22 giugno 2014, data del secondo congresso straordinario, quando furono sostituiti da Selahattin Demirtaş e Figen Yüksekdağ. In quell'occasione Kürkçü fu nominato presidente ad honorem. Dal luglio 2014 al novembre 2016 Kürkçü e Tuncel ricoprirono l'incarico di co-portavoce del HDK.

#### Il secondo mandato da parlamentare
Kürkçü si presentò ancora come candidato alle elezioni del giugno 2015, prendendo posto nelle liste del HDP nel primo collegio di Izmir e ottenne nuovamente un posto in parlamento. Riconfermò il seggio nel novembre dello stesso anno, quando la Turchia tornò alle urne vista l'impossibilità di formare una coalizione di governo.
Durante il mandato, dal 2015 al 2018, tornò a far parte della delegazione turca all'Assemblea parlamentare del Consiglio d'Europa. Il 20 maggio 2016 il parlamento ottenne che venisse tolta l'immunità a 54 parlamentari del HDP, tra i quali anche Kürkçü, accusati dalle autorità di sostegno al PKK per le posizioni del partito, che nella popolazione curda ha sempre avuto uno dei suoi principali bacini elettorali.
Lo stesso Kürkçü fu accusato di fare propaganda in favore di un'organizzazione terroristica, per via di un discorso pronunciato a Iğdır nel 2016, in occasione della festa del Newroz e condannato a due anni di carcere in primo grado nel 2018.
Già eletto due volte in parlamento, Kürkçü non si presentò alle elezioni del 24 giugno 2018, ma mantenne un ruolo negli organismi dirigenziali del HDP. L'8 ottobre 2018, su proposta del gruppo Sinistra Unitaria Europea, fu nominato membro onorario dell'Assemblea parlamentare del Consiglio d'Europa.

## Traduzioni
- P. N. Fedoseyev, et al.: Karl Marx (Biyografi), Istanbul, Öncü Kitabevi Yayınları 1976.
- Human Rights Watch Arms Project, Savaş ve İnsan; Türkiye'ye silah transferleri ve savaş yasaları ihlalleri, Istanbul, Belge Yayınları 1995.

## Opere
- Ertuğrul Kürkçü (edizione editoriale), Sosyalizm ve Toplumsal Mücadeleler Ansiklopedisi, Istanbul, İletişim Yayınları 1988, OCLC 604566598.
- Ertuğrul Kürkçü, İsyanın izinde, Ankara, Dipnot Yayınları 2013, ISBN 978-60-548-7800-0.
- Ertuğrul Kürkçü, Pratiğin aklı, teorinin heyecanı, Ankara, Dipnot Yayınları 2014, ISBN 978-60-548-7817-8